# Salvation (série de televisão)
Salvation é uma série de televisão americana dramática de suspense que estreou em 12 de julho de 2017. Um trailer oficial foi lançado em 10 de maio de 2017. A série foi originalmente anunciada como sendo desenvolvida em setembro de 2013, mas foi ordenada à série de 13 episódios em outubro de 2016. Em 18 de outubro de 2017, a CBS renovou a série para uma segunda temporada de 13 episódios, que estreou em 25 de junho de 2018.  Em 20 de novembro de 2018, a CBS cancelou a série após duas temporadas. 

## Elenco

### Principal
- Santiago Cabrera como Darius Tanz,[9] um bilionário e cientista
- Jennifer Finnigan como Grace Barrows,[10] a secretária de imprensa do Pentágono; ela tem um relacionamento íntimo com Harris e trabalha com Darius para evitar a colisão de asteróides.
- Charlie Rowe como Liam Cole,[11] um aluno no MIT e mais tarde o protegido de Darius; ele é uma das primeiras pessoas fora do governo a prever a colisão iminente do asteróide com a Terra. Ele e Darius trabalham juntos em uma unidade de EM para um tractor de gravidade que eles esperam usar para mudar o curso do asteróide.
- Jacqueline Byers como Jillian Hayes,[11] uma escritora de ficção científica que se envolve com Liam e depois é escolhida por Darius para escolher 160 sobreviventes para deixar a Terra se a colisão de asteróides não puder ser interrompida
- Rachel Drance como Zoe Barrows,[12] filha de Grace
- Shazi Raja como Amanda Neel,[12] uma repórter investigativa que está procurando a verdade sobre Darius e os segredos do governo
- Ian Anthony Dale como Harris Edwards,[13] o assistente do Secretario de Defesa, que é uma das poucas pessoas em Washington, DC, que conhece o impacto iminente do asteróide

### Recurring
- Dennis Boutsikaris como Malcolm Croft, um professor e o mentor de Liam[14]
- Erica Luttrell como Claire Rayburn[15]
- Tovah Feldshuh como a Presidente Pauline Mackenzie
- Josette Jorge as Karissa, assistente de Darius
- Sasha Roiz como o Vice-Presidente / Presidente Bennett
- Mark Moses como Hugh Keating, pai de Grace e agente da CIA
- Jeffrey Nordling como Daniel Hayes, pai de Jillian
- John Noble como Nicholas Tanz,[14] tio de Darius
- Raven Dauda como a secretária de Harris
- Autumn Reeser como Theresa,[16] AKA Tess, primeiro amor de Darius
- André Dae Kim as Dylan Edwards, Filho de Harris e membro da RE/SYST

## Recepção
No Rotten Tomatoes, a série possui uma classificação de aprovação de 56% com base em 16 avaliações. No Metacritic, a série tem uma pontuação de 48 em 100, com base em 18 críticas, indicando "revisões mistas ou médias".

## Episódios
| N.º | Título                        | Dirigido por            | Escrito por                                                                         | Exibição original      | Audiência nos EUA (milhões) |
| --- | ----------------------------- | ----------------------- | ----------------------------------------------------------------------------------- | ---------------------- | --------------------------- |
| 1   | "Pilot"                       | Juan Carlos Fresnadillo | História por : Matt Wheeler Roteiro por : Liz Kruger & Craig Shapiro & Matt Wheeler | 12 de julho de 2017    | 4.90                        |
| 2   | "Another Trip Around the Sun" | Kenneth Fink            | Corey Miller                                                                        | 19 de julho de 2017    | 4.28                        |
| 3   | "Truth or Darius"             | Stuart Gillard          | Gavin Johannsen & Dennis Saldua                                                     | 26 de julho de 2017    | 3.87                        |
| 4   | "The Human Strain"            | Greg Beeman             | Mike Werb                                                                           | 2 de agosto de 2017    | 3.61                        |
| 5   | "Keeping the Faith"           | Jennifer Lynch          | Angela L. Harvey                                                                    | 2 de agosto de 2017    | 3.61                        |
| 6   | "Chip Off the Ol' Block"      | Russell Fine            | Blake Taylor                                                                        | 9 de agosto de 2017    | 3.11                        |
| 7   | "Seeing Red"                  | Robbie Duncan McNeill   | Christina M. Walker                                                                 | 16 de agosto de 2017   | 2.91                        |
| 8   | "From Russia, With Love"      | Nick Gomez              | Dennis Saldua                                                                       | 16 de agosto de 2017   | 2.91                        |
| 9   | "Patriot Games"               | Maja Vrvilo             | Gavin Johannsen                                                                     | 23 de agosto de 2017   | 3.13                        |
| 10  | "Coup de Grace"               | Dan Lerner              | Angela L. Harvey                                                                    | 30 de agosto de 2017   | 3.44                        |
| 11  | "All In"                      | Ed Ornelas              | Corey Miller                                                                        | 6 de setembro de 2017  | 3.45                        |
| 12  | "The Wormwood Prophecy"       | Greg Prange             | Mike Werb                                                                           | 13 de setembro de 2017 | 3.51                        |
| 13  | "The Plot Against America"    | Stuart Gillard          | Liz Kruger & Craig Shapiro                                                          | 20 de setembro de 2017 | 3.13                        |